# Hưng Khánh Trung, Vĩnh Long
Hưng Khánh Trung là một xã thuộc tỉnh Vĩnh Long, Việt Nam.

## Địa lý
Xã Hưng Khánh Trung có vị trí địa lý:
- Phía đông giáp xã Nhuận Phú Tân.
- Phía tây giáp xã Vĩnh Thành.
- Phía nam giáp xã Quới Thiện, ranh giới là sông Cổ Chiên.
- Phía bắc giáp xã Phước Mỹ Trung.

Xã Hưng Khánh Trung có diện tích 32,14 km², dân số năm 2025 là 27.672 người, mật độ dân số đạt 860 người/km².

## Lịch sử
Địa bàn xã Hưng Khánh Trung A hiện nay trước đây là một phần xã Hưng Khánh Trung thuộc huyện Chợ Lách.
Ngày 9 tháng 2 năm 2009, Chính phủ ban hành Nghị định số 08/NĐ-CP. Theo đó, thành lập xã Hưng Khánh Trung A trên cơ sở điều chỉnh 1.331,67 ha diện tích tự nhiên, 8.760 người của xã Hưng Khánh Trung và chuyển xã Hưng Khánh Trung A về huyện Mỏ Cày Bắc mới thành lập.
Ngày 16 tháng 6 năm 2025, Ủy ban Thường vụ Quốc hội ban hành Nghị quyết số 1687/NQ-UBTVQH15 về việc sắp xếp các đơn vị hành chính cấp xã của tỉnh Vĩnh Long năm 2025. Theo đó, sắp xếp toàn bộ diện tích tự nhiên, quy mô dân số của các xã Vĩnh Hòa, Hưng Khánh Trung B (huyện Chợ Lách) và Hưng Khánh Trung A (huyện Mỏ Cày Bắc) thành xã mới có tên gọi là xã Hưng Khánh Trung.
Sau khi sáp nhập, xã Hưng Khánh Trung có 32,14 km² diện tích tự nhiên và dân số 27.672 người.